# La Compuerta, Sinaloa
La Compuerta är en ort i Mexiko.   Den ligger i kommunen Culiacán och delstaten Sinaloa, i den västra delen av landet, 1 000 km nordväst om huvudstaden Mexico City. La Compuerta ligger 27 meter över havet och antalet invånare är 187.
Terrängen runt La Compuerta är platt. Runt La Compuerta är det mycket glesbefolkat, med 6 invånare per kvadratkilometer. Närmaste större samhälle är El Rosario, 18,0 km sydost om La Compuerta. Trakten runt La Compuerta består till största delen av jordbruksmark.